# Route 326 (Nouvelle-Écosse)
Pour les articles homonymes, voir Route 326.
La route 326 est une route secondaire de la Nouvelle-Écosse d'orientation nord-sud située dans le nord de la province, au sud-est de Tatamagouche. Elle est une route faiblement empruntée, reliant la route 6 à la route 311 à Earltown. De plus, elle mesure 19 kilomètres, et est une route pavée sur l'entièreté de son tracé. Elle traverse également une région boisée et agricole.

## Tracé
La route 326 débute à Earltown, dans le centre du village d'Earltown. Elle se dirige vers le nord pendant 8 kilomètres, suivant la rivière MacKays, puis entre MacBains Corner et East Earltown, elle possède un multiplex de 1 kilomètre avec la route 256.
La 326 continue ensuite de se diriger vers le nord pendant 10 kilomètres, rejoignant Denmark (en). Elle se termine à Brule Corner, sur la route 6, route suivant la côte du détroit de Northumberland.

## Communautés traversées
1. Earltown
2. North Earltown
3. MacBains Corner (multiplex R-256)
4. East Earltown (multiplex R-256)
5. Denmark
6. Middleton Corner
7. Brule Corner